# Claire van Kampen
Claire Louise van Kampen (Londra, 9 novembre 1953 – Kassel, 18 gennaio 2025) è stata una compositrice, drammaturga e regista teatrale britannica.

## Biografia
Studiò pianoforte al Royal College of Music, dove si specializzò nello studio della musica rinascimentale. Nel 1986 si unì alla Royal Shakespeare Company e alla compagnia del Royal National Theatre in veste di compositrice, scrivendo le colonne sonore per diverse produzioni teatrali, soprattutto di classici shakespeariani. Dal 1997 fu la responsabile dell'aspetto musicale degli allestimenti del Globe Theatre di Londra - il cui direttore artistico era il marito Mark Rylance - componendo musica in stile rinascimentale, barocco e jazz per diverse produzioni.
Nel 2015 fece il suo debutto come drammaturga con la pièce Farinelli and the King, andata in scena in prima assoluta alla Sam Wanamaker Playhouse del Globe e poi ancora nel West End londinese e a Broadway, dove il dramma fu candidato al Tony Award alla migliore opera teatrale. Nello stesso anno lavorò come consulente e storica della musica per la realizzazione della colonna sonora della serie TV Wolf Hall. Nel 2016 esordì nella regia teatrale, dirigendo Mark Rylance nella pièce Nice Fish, andata in scena a Londra e nell'Off Broadway. Nel 2018 curò la regia di un revival di Otello al Globe, con Mark Rylance nel ruolo di Iago e André Holland nella parte del Moro.
Claire van Kampen morì a Kassel il 18 gennaio 2025 a causa di un cancro.

## Vita privata
Fu sposata con l'architetto Chris van Kampen, da cui ebbe le sue due figlie, Juliet Rylance e Nataasha van Kampen; Natasha morì inaspettatamente per un'emorragia cerebrale durante un volo da Londra a New York all'età di 28 anni nel 2012. Nel 1987 conobbe Mark Rylance, che sposò il 21 dicembre 1989 in una cerimonia privata nell'Oxfordshire.

## Filmografia

### Colonne sonore
- Anonymous, regia di Roland Emmerich (2011)